# Анрі Жіффар
Анрі́ Жіффа́р (фр. Henry-Jacques Giffard; 8 лютого 1825, Париж  — 14 квітня 1882, Париж)  — французький винахідник, повітроплавець, один з піонерів дирижаблебудування. Створив перший у світі дирижабль з паровим двигуном. Винайшов струминний інжектор для парових котлів.

## Молоді роки
Вчився в коледжі Бурбон (фр. Collège royal de Bourbon). Він зацікавився залізницями і спочатку працював звичайним робітником у залізничних майстернях. Вивчав роботу парових машин, і своїми винаходами вніс удосконалення в їх конструкцію. 1850 року він розробляє, нову конструкцію інжекційного клапана для котлів, але не має змоги його виготовити через відсутність коштів.
А.Жіффар захопився повітроплаванням, коли у 18-річному віці як пасажир зробив декілька польотів на повітряній кулі.

## Удосконалення парового двигуна
20 серпня 1851 він у співпраці з Ecole Centrale подав заявку на отримання патенту на застосування парового двигуна для аеронавтики (патент № 12226). Відтоді думка про створення керованого аеростата вже не покидала його. Розуміючи, що найбільші труднощі в цій справі складе двигун, Жіффар почав з нього.
До середини XIX століття парова машина була вже досить досконалим двигуном, тому Жіффар саме її вирішив встановити на своєму дирижаблі. Правда, звичайна парова машина для цього не годилася. Треба було сконструювати і побудувати машину спеціальну, особливо легку. Через рік наполегливої роботи йому вдалось створити парову машину масою 45 кг при потужності у 3 к.с. (2,2 кВт). Для того часу це було рекордним досягненням. Машина отримувала пару з котла полегшеної конструкції.

## Створення дирижабля з паровим двигуном

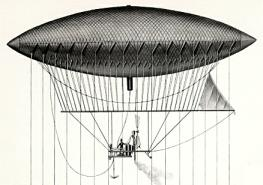
Перший дирижабль Жіффара (1852)

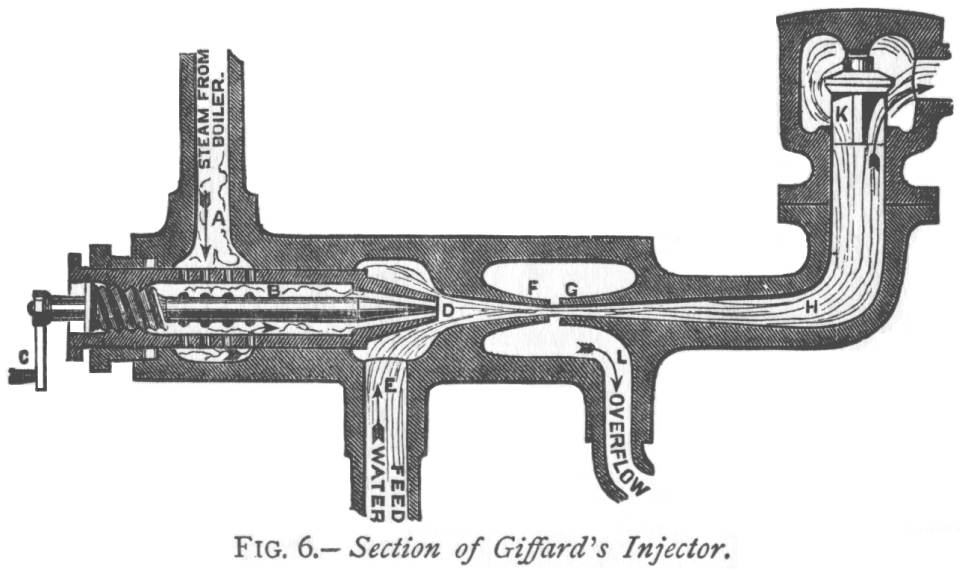
Інжектор Жіффара

Оболонка дирижабля, який Жіффар побудував у 1852 році за формою нагадувала гостру сигару завдовжки 44 метри і діаметром по міделю — 12 метрів з місткістю 2500 м³. Маса самого двигуна не перевищувала 50 кг, а разом з котлом — 150 кг, таким чином питома маса двигуна склала 50 кг/к.с. (68 кг/кВт).
На оболонку була накинута сіть. Знизу до сіті прикріплювався дерев'яний брус, а до нього — невелика платформа, на якій розташовувались котел, парова машина і запас вугілля. Тут же, перед котлом, знаходилося, обмежене легкими поручнями, місце повітроплавця. Приводити в рух дирижабль повинен був повітряний гвинт — трилопатевий пропелер, діаметром майже 3,5 м. Для надання апарату стійкості і керованості у конструкції передбачене особливе кермо-вітрило на кормі оболонки.
Топку котла він ретельно екранував з усіх боків, димар спрямував не вгору, як звичайно, а вниз. В результаті у трубі димаря потрібно було створювати штучну тягу за допомогою струменя пари.
Жіффар наповнив свій аеростат не гарячим повітрям, а воднем, газом, легшим за повітря. І оскільки апаратом Жіффара можна було керувати, він отримав назву «дирижабль», від лат. dirigere, що означає «керувати».

## Перший політ
На створеному керованому аеростаті (дирижаблі) Жіффар піднявся у повітря 24 вересня 1852 року з паризького іподрому. Пропелер досяг частоти обертання у 120 обертів на хвилину — на більше не хватало потужності двигуна. Глядачі побачили, що винахід по волі пілота може летіти у потрібному напрямку. Але варто було піднятись на висоту 1800 метрів, де швидкість вітру була більшою, — і дирижабль зупинився. При власній швидкості 2-3 м/с навіть при невеликому вітрі дирижабль починав рухати за напрямком вітру. Дирижабль віднесло вітром від Парижа до містечка Трапп. Тільки завдяки прояву витримки і сміливості Жіффару вдалось приземлити дирижабль неподалік містечка, подолавши відстань близько 27 км. Оскільки він не зміг повернутись до місця злету, йому офіційно не зарахували цей політ як керований.
Таким чином, Анрі Жіффар став першою в історії людиною, якій вдалось здійснити політ на аеростаті, оснащеному паровим двигуном.

## Нові проєкти
Другий дирижабль (об'єм 3200 м³) Жіффар разом з механіком Г. Іоном випробовував у 1855. Новий дирижабль при довжині 70 м і найбільшому поперечному розмірі 10 м було оснащено паровим двигуном потужністю 5 к.с. Під час польоту після випускання частини газу оболонка дирижабля через конструктивні недоліки почала вислизати із сіті, до якої було прикріплено гондолу, та повітроплавцям вдалось приземлитись до того, як оболонка остаточно відділилась і полетіла вгору та зникла за хмарами.
Ця невдача сильно розчарувала сучасників винахідника, а на наступні досліди коштів уже не було. Щоб налагодити свої фінансові справи, Жіффар взявся за винахідництво в техніці. З величезною енергією він взявся за виготовлення невеликих парових машин, на які в той час був великий попит, Анрі Жіффар, добре розумів, що потужність створеної ним машини — вкрай невелика і боротися з сильним вітром з таким малопотужним двигуном дирижабль не зможе.
Він розробив новий спеціальний пристрій для подачі води в котли парових машин. Раніше для цієї мети використовувалися звичайні поршневі насоси, які досить погано справлялися з цією роботою. В процесі роботи над новим двигуном Анрі Жіффар винайшов паровий інжектор (інжектор Жіффара), що надалі набув значного поширення у промисловості. 1855 року він подав заявку на винахід) і 26 листопада 1857 отримав патент на інжекторний клапан (патент № 24057). Завдяки цьому винаходу Жіффар зміг заробити значні статки. Маючи кошти, винахідник знов зайнявся своїми дослідами в аеронавтиці.
Він почав будувати великі повітряні кулі, розраховані на підняття значної кількості людей. 1867 року для Всесвітньої виставки у Парижі ним було виготовлено кулю об'ємом 5000 м³, що наповнювалась воднем. 1869 року Жіффар представив у Лондоні аеростат об'ємом уже 12000 м³ для підняття 30 осіб, на висоту до 600 м. А у 1878 році на новій Паризькій виставці на місці, де через одинадцять років буде стояти знаменита Ейфелева вежа, Жіффар представив аеростат з об'ємом у 25000 м³. Апарат підіймав у Шаблон:Гондола аеростата 40 пасажирів на висоту 500 м. За 2,5 місяці роботи виставки було піднято 40 тисяч відвідувачів.
Цей аеростат залишився неперевершеним за своїми розмірами аж до появи у 1914 році дирижаблів Фердинанда фон Цеппеліна.

## Плани, що не здійснились
Але Жіффар мріяв про повітроплавання і виношував проєкт гігантського дирижабля. Надалі на початку 1880-х Жіффар розпочав розроблення проєкту дирижабля місткістю 220000 м³ при довжині 600 м. Його швидкість, за розрахунками автора, повинна була досягати 72 км/год. Потужна парова машина мала живитись від двох котлів, паливом для одного з них слугував гас, а для другого — газ з оболонки дирижабля.
Однак обставини (хвороба та втрата зору) перешкодили реалізації проєкту величезного дирижабля. Такого удару долі Жіффар не витримав, він закінчив життя самогубством. Це трапилося в середині квітня 1882 року, на порозі нової ери — ери літальних апаратів важчих за повітря. Всі свої статки Жіффар заповів різним науковим товариствам, а значну частину — біднякам Парижа.

## Основні заслуги
Однак проєкти Жіффара не були даремними. Інші винахідники врахували його досвід. З появою на початку XX століття надійного і достатньо легкого бензинового двигуна дирижаблі стали дійсно керованими повітряними суднами.
В цілому, з технічної точки зору, керовані аеростати Жіффара були досить недосконалими. Вони не мали стабілізувальних пристроїв, в оболонці був відсутній балонет. Тим не менше, вони стали першою по-справжньому вдалою спробою побудови керованого аеростата, здатного згідно з волею повітроплавця переміщатися у повітрі. Час вирішення проблеми керування дирижаблем наближався. Через два роки після смерті Жіффара його співвітчизники, капітани Ш. Ренар і А. Кребс, збудували дирижабль з електричним двигуном і вперше у світі здійснили на ньому політ по замкнутій траєкторії.
З керованого аеростата Жіффара починається новий етап історії повітроплавання — етап застосування механічних двигунів і створення нових конструкцій оболонок.
За значний вклад у розвиток науки і техніки ім'я Жіффара входить до списку 72 імен найвидатніших французьких вчених, інженерів та підприємців на Ейфелевій вежі.

## Вшанування пам'яті
У місті Запоріжжя перейменували вулицю Адлерську на вулицю Анрі Жіффара.

## Галерея

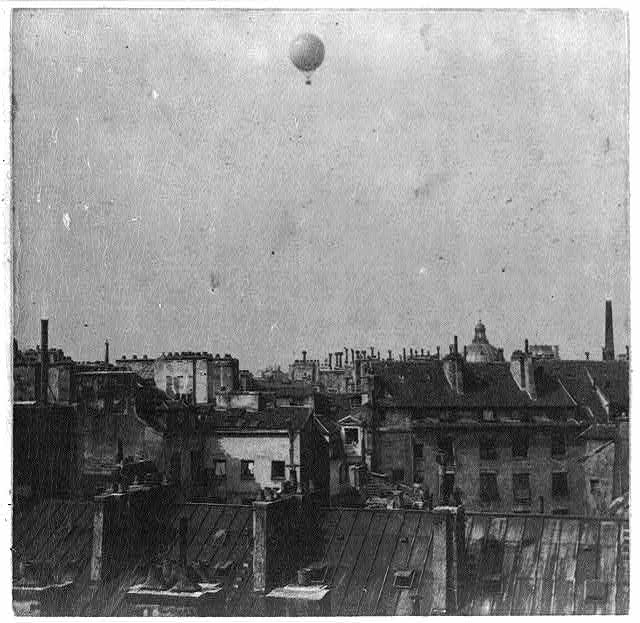
Повітряна куля Анрі Жіффара над Парижем, 1878
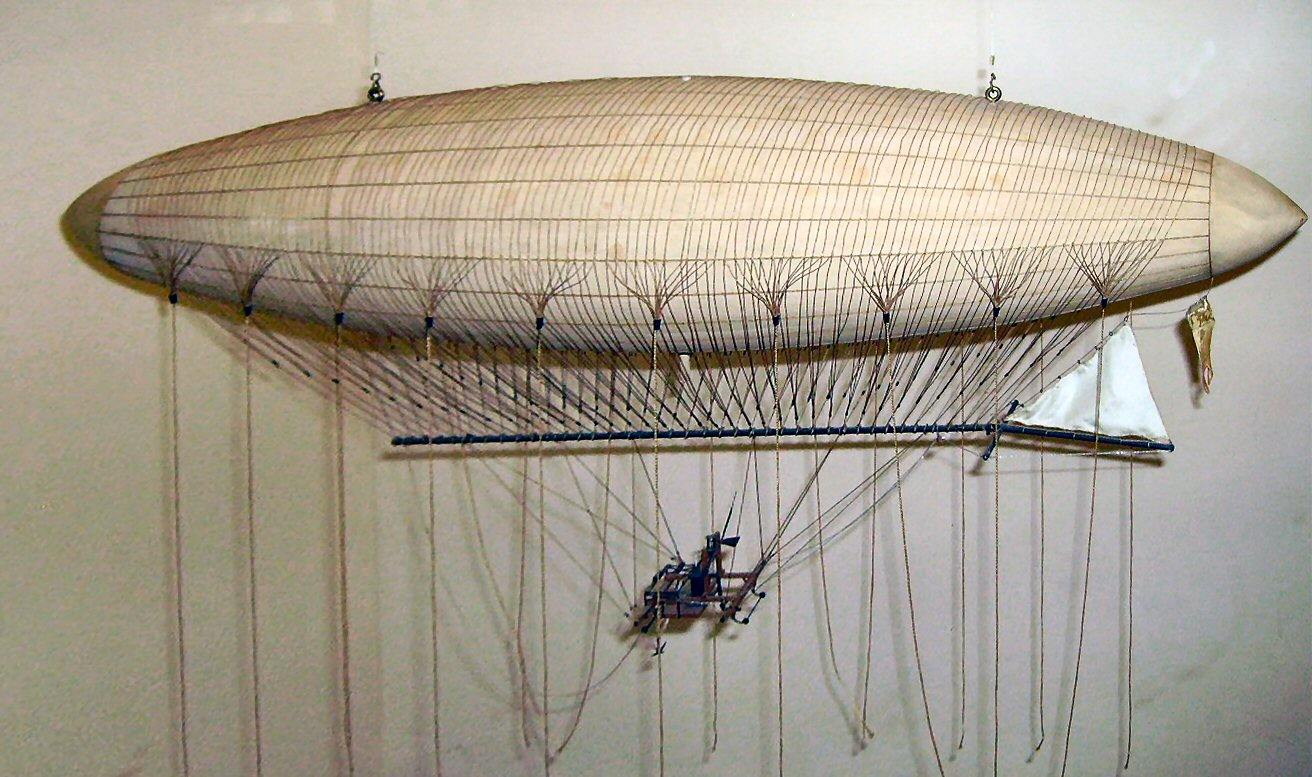
Модель дирижабля Жіффара у Музеї науки (Лондон).
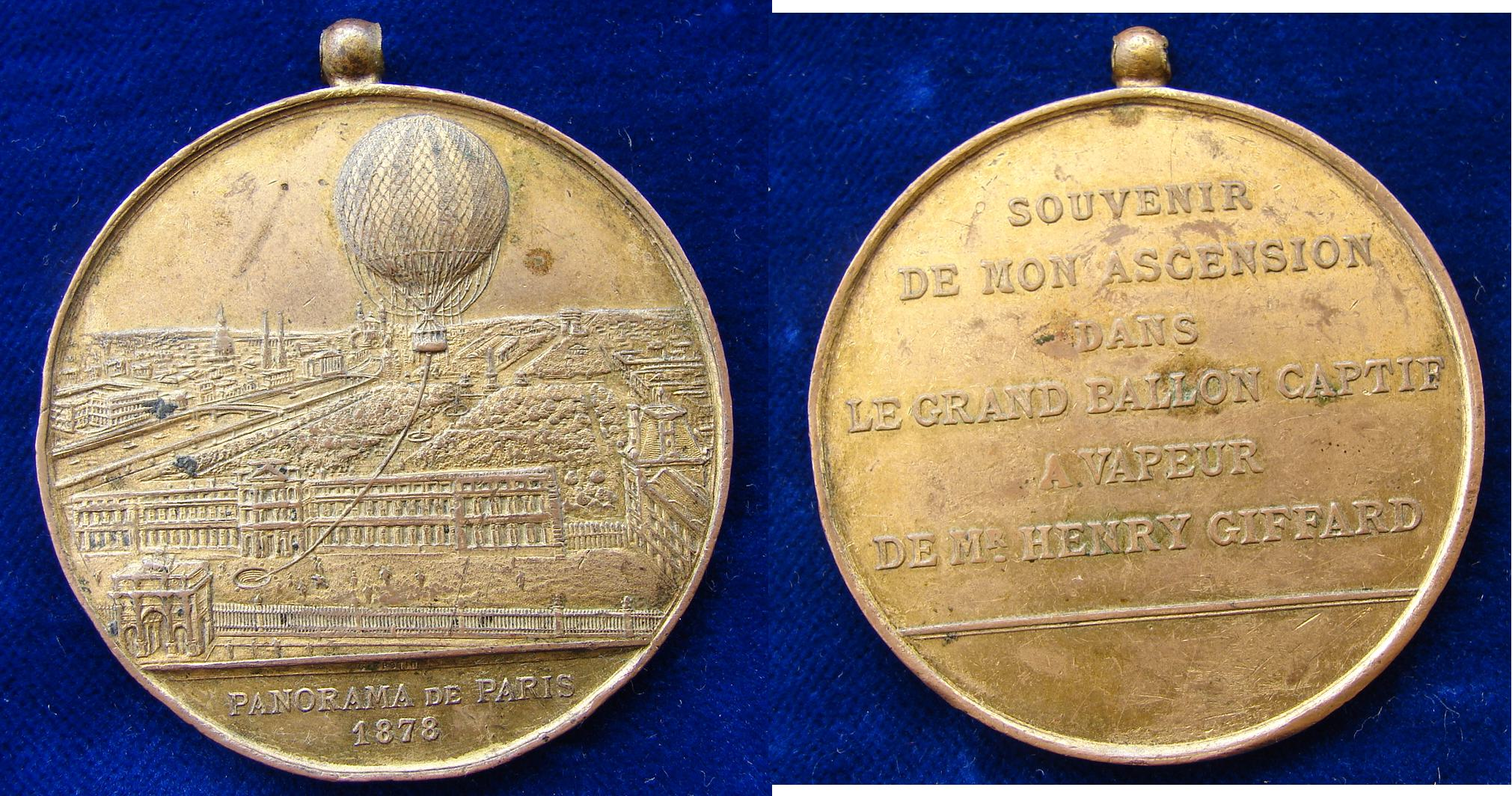
Медаль із зображенням повітряної кулі Жіффара над Парижем у 1878